# サイモン・クーパー
サイモン・クーパー（Simon Kuper、1969年 - ）は、イギリス国籍のジャーナリスト。
人類学者である父が研究生活を送っていたアフリカのウガンダに生まれ、オランダに育つ。英オックスフォード大学卒。16歳でイギリスのサッカー専門誌に初めて寄稿した。22歳のときから「サッカーと政治」をテーマに22カ国を旅して書いた Football Against the Enemy（邦訳『サッカーの敵』白水社）で、1994年に英ウィリアム・ヒル・スポーツ・ブック賞を受賞した。
英紙フィナンシャル・タイムズの記者を経てフリーランスとなる。現在はフィナンシャル・タイムズのコラムニストをつとめるほか、各国のメディアに執筆している。フィナンシャル・タイムズではスポーツ・コラムニストという肩書だったが、2010年から政治や文化、社会一般について書くジェネラル・コラムニストとなった。

## 作品
- 『ゴールの見えない物語』森田浩之訳（ザ・マサダ、2000年）ISBN 4883970612
- 『サッカーの敵』柳下毅一郎訳（白水社、2001年）ISBN 4560049602
- 『ワールドカップ・メランコリー』森田浩之編・訳（廣済堂出版、2002年）ISBN 4331508889
- 『ナノ・フットボールの時代』土屋晃・近藤隆文訳（文藝春秋、2003年）ISBN 4163594108
- 『アヤックスの戦争―第二次世界大戦と欧州サッカー』柳下毅一郎訳（白水社、2005年）ISBN 456004970X
- 『「ジャパン」はなぜ負けるのか　経済学が解明するサッカーの不条理』ステファン・シマンスキーとの共著、森田浩之訳（NHK出版、2010年）ISBN 4140814179